# Дијамантска лопта
Дијамантска лопта (енгл. FIBA Diamond Ball) било је кошаркашко такмичење које организује ФИБА сваке четири године пред Олимпијске игре, а учесници су прваци континенталних првенстава. До сада су одржана три турнира, 2000. године у Хонгконгу, 2004. године у Београду и 2008. у Нанкингу.

## Хонгконг 2000.
На првом турниру 2000. године се такмичило 6 репрезентација подељених у две групе од по три репрезентације. Кошаркашка репрезентација СР Југославије је освојила прво место у групи А са две победе, испред Канаде и Анголе. У Б групи Аустралија је освојила прво место, испред Италије и Кине. У финалу Аустралијанци су савладали СР Југославију и освојили 1. место.

## Београд 2004.
На другом турниру 2004. године се такмичило 6 репрезентација подељених у две групе од по три репрезентације. Кошаркашка репрезентација Литваније је освојила прво место у групи А са две победе, испред Аргентине и Анголе, а у Б групи прва је била Србија и Црна Гора, испред Кине и Аустралије. У финалу је Србија и Црна Гора савладала Литванију 93:80.
Репрезентативац Кине Јао Минг је освојио титулу најкориснијег играча.

## Нанкинг 2008.
На трећем турниру 2008. године се такмичило 6 репрезентација подељених у две групе од по три репрезентације. Кошаркашка репрезентација Аустралије је освојила прво место у групи А са две победе, испред Кине и Анголе, а у Б групи прва је била Аргентина, испред Ирана и Србије. У финалу је Аргентина савладала Аустралију 95:91.